# Aïda Vasquez
Pour les articles homonymes, voir Vasquez.
Aída Vásquez (née le 26 septembre 1937 à Caracas et morte le 4 janvier 2015 dans le 12e arrondissement de Paris) est une psychologue et psychanalyste vénézuélienne. Elle est la fondatrice, avec Fernand Oury, du courant psychanalytique de la pédagogie institutionnelle.

## Biographie
D'origine vénézuélienne, elle découvre en France la classe de Fernand Oury, qu'elle visite pour un stage en 1962 dans le cadre de ses études de psychologie. Son travail avec Fernand Oury se poursuit pendant une dizaine d'années et aboutit à la publication de deux ouvrages aux Éditions Maspero dans la collection qu'ils codirigent : Vers une pédagogie institutionnelle en 1967 et De la classe coopérative à la pédagogie institutionnelle en 1971. Un troisième livre intitulé Freud à l'école n'a jamais été achevé.
Elle soutient en juin 1966 à la Sorbonne une thèse, commencée en 1962, sous la direction de Juliette Favez-Boutonier : Contribution à l’étude des relations humaines dans la classe. Étude des classes primaires actives françaises. Pédagogie institutionnelle.
En 1977, elle publie une préface et une postface à un livre intitulé SOS psychanalyste, publié sous le nom de Docteur X… chez Fleurus. Invitée sur la plateau d'Apostrophes en mars 1977, elle explique qu'elle a entièrement fait ce livre à partir de l'émission de radio hebdomadaire de Françoise Dolto : « S.O.S. psychanalyste ! »

## Publications
- Oury, F. et Vasquez, A. (1964, décembre). « Charlie, l’évolution d’un garçon à travers les textes élus dans la classe de perfectionnement (octobre 1955-juin 1960) ». Éducation et techniques, 18, 6-24.
- Oury, F. et Vasquez, A. (1966, mars).  « Vers une pédagogie institutionnelle ». Recherches, 3-4, 31-36.
- Oury, F. et Vasquez, A. (1966). Patrick. Pédagogie Institutionnelle, 0, 15-24.
- Oury, F. et Vasquez, A. (1967, septembre).  « Vers une pédagogie Institutionnelle ». Recherches, 7, 243-252.
- Oury, F. et Vasquez, A. (1967). Vers une pédagogie institutionnelle. Paris : Maspero. (compte-rendu en ligne )
- Vasquez, A. (1968, 25 janvier).  « Entrer dans la classe ». Éducation Nationale, 848, 17-19.
- Oury, F. et Vasquez, A. (1971, octobre).  « La classe où rien ne va plus ». Éducation et développement, 71, 18-39.
- Oury, F. et Vasquez, A. (1971). De la classe coopérative à la pédagogie institutionnelle. Paris : Maspero.